# PROBA
PROBA（Project for On-Board Autonomy）は欧州宇宙機関のMicroSat計画の一環として、2001年に打ちあげられた人工衛星。PROBAシリーズ1号機にあたる。

## 概要
元々は1998年中ごろに始まったESAの技術実証ミッションであり、ESAのGSTプログラム（General Support Technology Programme）の枠組みの中で資金が出ていた。
PROBA-1は、寸法40×60×80cm、重量95kgの箱型をした小型衛星で、表面にソーラーパネルが取り付けられている。32ビット耐放射線マイクロプロセッサなどを搭載し、これからの大型衛星にも利用できる製品や技術を検証するほか、できるだけ地上からの制御を減らして自律的に作業を行うことを目的としている。設計寿命は2年で、小型高分解能イメージング・スペクトロメータ(CHRIS)、高解像度カメラ(HRC)、広角カメラ(WAC)、宇宙放射線環境モニター(SREM)などを搭載している。OSとしてVxWorksが採用されている。
2001年10月22日にインドの技術実証衛星TESと共にPSLV-C3ロケットによって打ち上げられ太陽同期軌道に投入された。軌道上チェックアウトを行った後、2002年4月から科学データの収集を開始し、打ち上げから10年を達成した2011年11月現在も稼働中である。
後継機のPROBA-2は2009年11月2日にロシアのロコットロケットで打ち上げられた。PROBA-2は太陽観測をミッションとする衛星である。PROBA-V (Proba Vegetation)も2013年5月に打ち上げられた
更なるシリーズ機であるPROBA-3も予定されている。